# Watching the River Flow
Singles de Bob Dylan
If Not for You
(1971) George Jackson
(1971)
Watching the River Flow est une chanson écrite et interprétée par Bob Dylan en 1971. Elle est notamment le fruit d'une collaboration avec Leon Russell.
Initialement sortie en single, la chanson n'est présente sur aucun album original de Bob Dylan mais est ajoutée à plusieurs compilations dont Bob Dylan's Greatest Hits Vol. 2 (1971).